# دنی کامیکنا
دنی کامیکُنا (انگلیسی: Danny Kamekona؛‏ ۵ نوامبر ۱۹۳۵ – ۱۲ مهٔ ۱۹۹۶) بازیگر اهل ایالات متحده آمریکا بود.
از فیلم‌ها یا مجموعه‌های تلویزیونی که وی در آن‌ها نقش داشته است، می‌توان به هاوایی فایو-او و بچه کاراته‌کار، قسمت دوم اشاره نمود.